# Synchronized Decompression
Synchronized Decompression è il primo album in studio del musicista statunitense KJ Sawka, pubblicato il 18 ottobre 2005 dalla Wax Orchard.

## Tracce
1. Ancient Wedding – 4:10
2. Sapphire – 4:49
3. London Salvation – 4:38
4. Close Your Eyes – 3:42
5. Psycho – 1:58
6. For Oily to Normal Skin – 3:11
7. Subconnectors – 5:48
8. Future Juju Soundsystem – 4:01
9. Optimus Counter – 8:52
10. Scrappin' – 4:21
11. Rage in Me – 4:53
12. Zswamish – 8:01

Tracce bonus digitali
1. Bobo Dinner – 4:30
2. Future Juju Soundsystem (Ogden Mix) – 5:12

## Formazione
- KJ Sawka – voce, tastiera, batteria, programmazione, programmazione percussioni, arrangiamenti

Altri musicisti
- Carly Skone – voce (traccia 4)
- Miranda Rose – voce
- Christa Wells – voce (traccia 7)
- Eyvind Kang – viola
- Gretchen Yanover – violoncello
- Kent Halvorsen – tastiera basso

Produzione
- Kevin Sawka – produzione, ingegneria, mastering
- Randall Dunn – ingegneria
- Ryan Foster – mastering